# OnePlus 6T
OnePlus 6T (abbreviato in OP6T) è uno smartphone Android realizzato da OnePlus. È stato presentato il 29 ottobre 2018 a New York e messo in vendita in Italia a partire dal 6 novembre 2018. Il lancio era inizialmente previsto per il 30 ottobre, ma è stato anticipato per evitare la concomitanza con un evento Apple.

## Specifiche tecniche

### Hardware
OnePlus 6T è dotato di un display Gorilla Glass 6 con rapporto di aspetto di 19,5:9, AMOLED, Full HD+ da 6,41 pollici, con una densità di pixel di 402 PPI.
Il dispositivo utilizza il processore Qualcomm Snapdragon 845 e viene commercializzato con 6 oppure 8 GB di RAM e 128 o 256 GB di memoria interna non espandibile. Rispetto al modello precedente manca il jack audio, mentre il lettore di impronte digitali è stato spostato dal retro del dispositivo a una posizione sotto il display.

### Software
OnePlus 6T viene fornito con Android 9.0 Pie e utilizza l'interfaccia utente OxygenOS.

### Reti supportate
OnePlus 6T supporta le reti 4G, LTE, Dual VoLTE, 3G, 2G e CDMA.

## McLaren Edition
Il 14 dicembre 2018 OnePlus ha lanciato sul mercato OnePlus 6T McLaren Edition, una variante speciale di OP6T sviluppata in collaborazione con il team di Formula 1 McLaren. Il design richiama i colori della casa automobilistica e la scocca è realizzata in fibra di carbonio come le monoposto di Formula 1. Sul retro è presente il logo McLaren.
Dal punto di vista tecnico, OnePlus 6T McLaren Edition si differenzia dal modello canonico per la presenza di 10 GB di memoria RAM e per l’integrazione della tecnologia Warp Charge 3.0 che permette in 20 minuti di ricarica di ottenere un giorno di autonomia, e di poter utilizzare lo smartphone mentre è collegato alla presa elettrica senza compromettere la capacità di ricarica e senza incorrere in possibili surriscaldamenti.

## Curiosità
In occasione del lancio di OnePlus 6T sul mercato indiano, l'azienda ha organizzato il 1º novembre 2018 un gigantesco unboxing: 559 membri della community di OnePlus hanno spacchettato contemporaneamente il nuovo top di gamma, ottenendo il record mondiale in tale pratica. Inoltre è stato il primo dispositivo OnePlus a poter essere acquistato con l'operatore americano T-Mobile utilizzando il finanziamento, le permute, o l'opzione T-Mobile Jump. La nuova partnership con T-Mobile ha riscosso un successo tale da rendere OnePlus 6T lo smartphone OnePlus più venduto al giorno di lancio negli States.

## Giudizi
Come i suoi predecessori, OnePlus 6T è stato elogiato per la notevole durata della batteria e per le prestazioni di sistema, rapide e scattanti grazie alla personalizzazione di Android apportata dal produttore, rimanendo relativamente economico per un dispositivo di punta. Inoltre OP6T offre innovazioni che lo distinguono dagli altri telefoni; lo scanner per impronte digitali sotto al display è stato generalmente elogiato come il migliore sul mercato, con qualche riserva sulla velocità di sblocco, mentre la sistemazione a "lacrima" della fotocamera anteriore nella parte superiore dello schermo è stata considerata più appagante dal punto di vista del design rispetto alla "tacca" di altri cellulari. L'aggiunta di T-Mobile USA come vettore e partner di distribuzione negli Stati Uniti ha migliorato le vendite e l'assistenza clienti, anche in considerazione della precedente politica di vendita esclusivamente online attuata da Oneplus. Il recensore americano Marques Brownlee ha dichiarato nel suo video Smartphone Awards che OnePlus 6T è il miglior telefono del 2018, per merito del suo prezzo contenuto e per le specifiche tecniche equiparabili a quelle di telefoni notevolmente più costosi.